# Mecistocephalus rahmi
Mecistocephalus rahmi är en mångfotingart som beskrevs av Würmli 1972. Mecistocephalus rahmi ingår i släktet Mecistocephalus och familjen storhuvudjordkrypare. Inga underarter finns listade i Catalogue of Life.